# Катастарска парцела
Катастарска парцела или честица је основна катастарска територијална јединица и представља део земљишта у катастарској општини одређен границом и означен јединственим бројем, на коме постоји право својине.
Катастарска парцела означава се бројем парцеле и називом катастарске општине којој припада. Положај и облик сваке катастарске парцеле приказује се на плановима, а остали подаци који се односе на парцелу уписују се у катастарски операт.
У изабраним градовима су основне територијалне јединице урбанистичке границе које су карактеризиране функционалном искориштеношћу већином објеката. У осталим општинама су основне катастарске територијалне јединице насељски локалитети који садрже само изграђене насељске делове катастралне општине. Састављене су од скупа објекта укључујући и терен за организацију и потребе насеља и узајамно су одвојени неизграђеним површинама или границама катастралног земљишта.